# Туркестанская рысь
Туркестанская рысь (лат. Lynx lynx isabellinus) — подвид обыкновенной рыси, родом из Средней Азии. Плотоядный хищник семейство кошачьих широко распространен с Запада в Центральной Азии, из Южной Азии в Китай и Монголию. По состоянию на 2013 год в Китае насчитывается 27 000 зрелых особей. Предлагается внести туркестанскую рысь в список уязвимых видов в Узбекистане.

## Таксономия и эволюция
Lynx lynx isabellinus был предложен Эдвардом Блитом в 1847 году по шкуре из Тибета, и впервые указывался, как Felis isabellina. До недавнего времени считалось, что туркестанская рысь может быть идентична или очень близка к алтайской (Lynx lynx wardi), с указанием, что выяснение ее статуса требует новых исследований. Сторонником наличия подвидового статуса у алтайской рыси был С.У. Строганов, который по образцам из Русского Алтая заключил, что эта рысь отличается от других подвидов строением черепа и сравнительно крупными размерами. До сегодняшнего дня L. l. wardi иногда рассматривалась как синоним к L. l. isabellinus.
На основе морфометрических и молекулярно-генетических исследований обнаружено, что популяция рыси из Тянь-Шаня относится к подвиду туркестанская рысь Lynx lynx isabellinus, а рысь из Алтая выделяется в качестве единого с якутской рысью подвида Lynx lynx wrangeli. Дальнейшие исследования необходимы для более углубленного понимания филогеографии и генетической структуры популяций из Алтая. 

## Распространение и среда обитания
Туркестанская рысь — один из самых распространенных, но редких подвидов обыкновенной рыси, встречающийся в горах Средней и Южной Азии. В частности, эта рысь встречается в таких странах, как Казахстан, Кыргызстан, Узбекистан, Таджикистан, Китай, Афганистан, Пакистан, Индия, Непал и, возможно, Бутан. В Средней Азии туркестанская рысь обитает в основном в открытых лесах и степях, а также встречается на скалистых холмах и горах пустынных регионов Центральной Азии. В Казахстане обитает в горных регионах Тянь-Шаня и Жетысуйского Алатау. В Южной Азии она встречается по всему северному склону Гималаев, и сообщается как о густых кустарниковых лесах, так и о бесплодных скалистых районах выше линии деревьев. Туркестанская рысь обитает в районе Ладакха Кашмира, Химачал-Прадеша и других индийских штатов Гималайского региона. В Южном Китае встречается спорадически по всему Тибетскому нагорью.